# 마루이 비디오
마루이 비디오(Marui Video)는 대한민국에서 제작된 윤준형 감독의 2023년 미스터리, 공포 영화이다. 서현우 등이 주연으로 출연하였다.

## 줄거리
국내에서 일어난 사건 영상 중 그 수위가 높아 외부로 유출되면 안 되는 영상물 '마루이 비디오' 검찰청 지하 보관소에 봉인된 비디오에 대한 소문을 들은 김수찬 PD는 이를 입수해 다큐멘터리를 제작하기로 하는데… 영상 속에 담긴 1992년 동성장 여관방 살인사건과 1987년 아미동 일가족 살인사건의 진실은 과연 무엇인가?

## 출연

### 주연
- 서현우 - 김피디 역
- 조민경 - 여기자 역